# Loch Morar
Le loch Morar (loch Mhòrair en gaélique écossais) est un loch d'eau douce de la région de Morar (Lochaber) dans le comté des Highlands en Écosse. Il s'agit du cinquième plus grand loch d'Écosse, avec une superficie de 26,7 km2. Le loch Morar est également l'étendue d'eau douce la plus profonde des îles Britanniques, avec une profondeur maximale de 337 mètres.

## Formation et histoire
Le loch Morar est un lac glaciaire aux rives abruptes, d'une longueur de 19 km. Il contient cinq îles principales.
Alors que la seule route bordant le loch ne mesure pas plus de six kilomètres de long sur la rive nord, ses rives furent habitées jusqu'au début du XXe siècle. L'émigration lors des Highland Clearances et l'introduction de l'élevage de moutons ainsi que de pavillons de chasse en lieu et place de l'élevage traditionnel de bétail ont conduit à l'abandon des villages de la rive sud et de l'est de Bracorina. Kinlochmorar, à la tête du loch, a été peuplé jusqu'aux années 1920, et Swordland Lodge, sur la rive nord, vers les eaux les plus profondes, n'est plus qu'une résidence d'été depuis 1969.

## Légendes locales
Tout comme dans le cas du loch Ness, certains ont rapporté avoir vu des créatures de grande taille, non identifiées, dans les eaux du loch. Le monstre a été surnommé Morag (en) (Marion en gaélique écossais) par les habitants de la région.

## Pêche et industrie
Le loch Morar fut autrefois célèbre pour ses saumons et ses truites mais, tout comme la plupart du réseau hydrographique du nord-ouest de l'Écosse, il est aujourd'hui pauvre en poissons. Certaines espèces locales uniques sont aujourd'hui disparues, en raison de la pollution biologique de parasites du poisson issus des larges fermes piscicoles de saumons situées en mer.
Le département de l'Énergie Atomique du ministère britannique de l'Énergie a établi en 1947 une station sur les rives du loch Morar.